# 212 î.Hr.

## Evenimente
- Arhimede moare la cucerirea Siracuzei.
- Siracuza este cucerită de către romani.

## Decese
- Arhimede din Siracuza, unul dintre cei mai de seamă învățați ai lumii antice (n.c. 287 î.Hr.)